# 崇福寺 (泉州)
崇福寺位于中国福建省泉州市鲤城区梅石街，是始建于北宋建隆元年（960年）的汉传佛教寺院，为第二批福建省级文物保护单位。2019年应庚塔被列为第八批全国重点文物保护单位。寺内以应庚塔、千人鼎与大洪钟为三宝。

## 历史
清源军（平海军）割据时期，节度使陈洪进的女儿为尼姑，陈洪进在泉州城北隅松湾古地为其兴建千佛庵，初建时，陈洪进特地将泉州罗城扩大，将千佛庵圈入城里。后来，千佛庵改名为崇福寺。

## 崇福寺三宝
崇福寺又以可供千人餐食与铸于宋、相传钟声可达二十余里的大洪钟和应庚塔而闻名。应庚塔为泉州历史最悠久石塔，比宋代重建的开元寺东、西塔还早。
应庚塔位于崇福寺大殿侧院北。宋初建造的应庚塔为石构八角楼阁式七层塔，底周长8.16米，高10.9米。因塔身略倾斜，取“应利欹斜”斜往何方则主兆五谷丰登，而称应庚。1985年，福建省人民政府公布为第二批省级文物保护单位。 2019年10月，被国务院核定为第八批全国重点文物保护单位。